# Деларейвилл
Деларейвилл (Delareyville) — административный центр местного муниципалитета Тсваинг в районе Нгака Модири Молема Северо-Западной провинции (ЮАР). Город был основан в 1914 году и назван в честь героя англо-бурской войны, генерала Де ла Рея.